# إيفونا داديتش
إيفونا داديتش (الكرواتية:Ivona Dadić، من مواليد 29 ديسمبر 1993) لاعبة نمساوية من أصل كرواتية شاركت في دورة الألعاب الأولمبية الصيفية 2012 في سباق سباعي سيدات.

## روابط خارجية
- إيفونا داديتش على موقع الاتحاد الدولي لألعاب القوى (الإنجليزية)
- إيفونا داديتش على موقع اللجنة الأولمبية الدولية (الإنجليزية)
- إيفونا داديتش على موقع أوليمبيديا (الإنجليزية)